# Episodi di Disincanto (prima stagione)
La prima stagione della serie animata Disincanto, composta da 20 episodi, è uscita su Netflix in due parti; la prima il 17 agosto 2018, mentre la seconda il 20 settembre 2019.
| nº            | Codice di produzione | Titolo originale                               | Titolo italiano                                        | Uscita USA        | Uscita in Italia  |
| Prima parte   | Prima parte          | Prima parte                                    | Prima parte                                            | Prima parte       | Prima parte       |
| ------------- | -------------------- | ---------------------------------------------- | ------------------------------------------------------ | ----------------- | ----------------- |
| 1             | 1DNT01               | A Princess, an Elf and a Demon Walk into a Bar | Una principessa, un elfo e un demone entrano in un bar | 17 agosto 2018    | 17 agosto 2018    |
| 2             | 1DNT02               | For Whom the Pig Oinks                         | Per chi grugnisce il maiale                            | 17 agosto 2018    | 17 agosto 2018    |
| 3             | 1DNT03               | The Princess of Darkness                       | La principessa delle tenebre                           | 17 agosto 2018    | 17 agosto 2018    |
| 4             | 1DNT04               | Castle Party Massacre                          | Strage alla festa del castello                         | 17 agosto 2018    | 17 agosto 2018    |
| 5             | 1DNT05               | Faster, Princess! Kill! Kill!                  | Svelta, principessa! Uccidi! Uccidi!                   | 17 agosto 2018    | 17 agosto 2018    |
| 6             | 1DNT06               | Swamp and Circumstance                         | Paludi e cerimonie                                     | 17 agosto 2018    | 17 agosto 2018    |
| 7             | 1DNT07               | Love's Tender Rampage                          | La dolce furia dell'amore                              | 17 agosto 2018    | 17 agosto 2018    |
| 8             | 1DNT08               | The Limits of Immortality                      | I limiti dell'immortalità                              | 17 agosto 2018    | 17 agosto 2018    |
| 9             | 1DNT09               | To Thine Own Elf Be True                       | Sii fedele a te stesso, Elfo                           | 17 agosto 2018    | 17 agosto 2018    |
| 10            | 1DNT10               | Dreamland Falls                                | La caduta di Dreamland                                 | 17 agosto 2018    | 17 agosto 2018    |
| Seconda parte |                      |                                                |                                                        |                   |                   |
| 11            | 1DNT11               | The Disenchantress                             | La disincantatrice                                     | 20 settembre 2019 | 20 settembre 2019 |
| 12            | 1DNT12               | Stairway to Hell                               | Scala per l'inferno                                    | 20 settembre 2019 | 20 settembre 2019 |
| 13            | 1DNT13               | The Very Thing                                 | Proprio quella cosa                                    | 20 settembre 2019 | 20 settembre 2019 |
| 14            | 1DNT14               | The Lonely Heart Is a Hunter                   | Il cuore solitario è cacciatore                        | 20 settembre 2019 | 20 settembre 2019 |
| 15            | 1DNT15               | Our Bodies, Our Elves                          | I nostri corpi, i nostri elfi                          | 20 settembre 2019 | 20 settembre 2019 |
| 16            | 1DNT16               | The Dreamland Job                              | The Dreamland Job                                      | 20 settembre 2019 | 20 settembre 2019 |
| 17            | 1DNT17               | Love's Slimy Embrace                           | Il viscido abbraccio dell’amore                        | 20 settembre 2019 | 20 settembre 2019 |
| 18            | 1DNT18               | In Her Own Write                               | Con parole sue                                         | 20 settembre 2019 | 20 settembre 2019 |
| 19            | 1DNT19               | The Electric Princess                          | La principessa elettrica                               | 20 settembre 2019 | 20 settembre 2019 |
| 20            | 1DNT20               | Tiabeanie Falls                                | Stregoneria                                            | 20 settembre 2019 | 20 settembre 2019 |

## Una principessa, un elfo e un demone entrano in un bar
- Titolo originale: A Princess, an Elf and a Demon Walk into a Bar
- Diretto da: Dwayne Carey-Hill
- Scritto da: Matt Groening e Josh Weinstein

### Trama
Bunty entra nella stanza della principessa Bean, e cerca di svegliare la principessa. Scopre rapidamente che ha legato la sua guardia ed è fuggita a bere e giocare d'azzardo alla casa Spotted Liver Ale. Al pub, Bean entra in una rissa, e fugge, solo per imbattersi in Odval fuori. Odval le dice che è ora di sposarsi, e la lega alla cucciolata reale, e la porta attraverso Dreamland al castello. Molti locali la augurano bene il giorno del suo matrimonio, ma Bean si offre di scambiare posti con alcuni e spera nella morte.
Nella sala del trono del castello, re Zøg ispeziona la torta nuziale. Insoddisfatto, manda indietro la torta per le riparazioni, proprio come Odval ritorna con Bean. Egli discute con Bean circa il suo comportamento, e le ordina di cambiare. Lei risponde immediatamente, gettando la sua parte superiore a Odval, ed esce dalla sala completamente in topless, con grande fastidio di Zøg.
Nella stanza di Bean, Bunty aiuta Bean a prepararsi per il matrimonio. Esprimendo il suo fastidio e la frustrazione, Bunty cerca gentilmente di assicurarle che tutto andrà bene, ma fallisce.
Nel cortile, Sorcerio, Odval, Zøg, la regina Oona e il principe Derek assistono all'arrivo della delegazione di Bentwood. Saluta calorosamente il re Lorenzo I e la regina Bunny, fratelli sposati governanti di Bentwood. Successivamente, il loro," figlio-slash-nipote", Principe Guysbert passi dalla carrozza, per la gioia di diversi membri della folla e Oona, che infastidisce notevolmente Zøg.
Tornato nella sua stanza, Bean guarda tristemente fuori dalla finestra, dicendo a Bunty che si sente come se la sua vita stesse finendo, e si sente incapace di fingere un sorriso, dimostrando il suo tentativo di Bunty. Bunty le assicura di nuovo che tutto andrà bene, ma Bean non è convinto. Chiede se Bunty avesse mai desiderato vivere in un posto dove le persone erano "davvero, veramente felici".
In Elfwood, tutti gli elfi cantano e lavorano felicemente, facendo caramelle, tranne uno: Elfo. Elfo, stanco di essere costretto ad essere felice tutto il tempo, interrompe il lavoro per baciare la sua ragazza, Kissy, con grande shock e orrore degli altri elfi, soprattutto Superviso. Rivela che non è sempre felice e che desidera andare da qualche parte dove le persone sono infelici.
Tornato a Dreamland Castle, Bean passa attraverso la sala da pranzo, passando un tavolo disseminato di regali di nozze. Un regalo sembra seguirla, e una voce dall'interno le ordina di aprirla. Apre il dono per scoprire che contiene un demone, che si fa chiamare Luci. Luci spiega che è il demone personale di Bean, con suo grande orrore. Lei cerca di evocare le guardie, ma Luci salta in bocca per farla tacere, e la implora di abituarsi ad esso, come sono legati per l'eternità. Bean si colpisce nello stomaco per espellere Luci dalla sua bocca. In una terra lontana, una donna e un uomo assistono con soddisfazione all'incontro tra Bean e Lucie.
Tornato a Elfwood, Elfo e Kissy continuano a baciarsi e cominciano a scherzare. Quando Kissy dice che è cattivo, si lamenta che non essere felice tutto il tempo non lo rende strano, e si lamenta che gli elfi sono troppo tesi. Le lamentele di Elfo si trasformano ulteriormente in Baci, ma suo padre, il re degli Elfi, irrompe. Egli urla a Kissy per scherzare con Elfo, e frasi Elfo di appendere dall'albero Gumdrop. All'Albero di Gumdrop, diversi elfi si riuniscono e cantano una canzone sull'Elfo appeso. Mettono un cappio intorno al collo di Elfo e gli danno una sedia su cui stare fino a quando arriva il momento. Il padre di Elfo, Pops arriva, scusandosi per il suo ruolo nella situazione di Elfo, inizia a raccontargli la storia di quando ha incontrato la madre di Elfo, distrattamente prendendo la sedia da sotto Elfo, e iniziando a strangolare suo figlio.
Tornato al Dreamland Castle, Bean attacca Luci con una mazza. Luci è in grado di schivare la maggior parte dei colpi, e la schernisce, con grande frustrazione di Bean, ma alla fine lo colpisce, e lo infila in un petto. Tuttavia, scopre rapidamente che non può sbarazzarsi di lui, anche quando lo prende a calci giù diverse rampe di scale, e promette di calmarsi.
Tornati all'Albero di Gumdrop, gli elfi guardano mentre cercano di appendere Elfo, ma scoprono rapidamente che è troppo leggero per essere appeso. Il Re degli Elfi ordina a una guardia di pugnalarlo, ma Kissy interviene e libera Elfo. I due fuggono dal Re e dalle guardie e arrivano alla porta del mondo esterno. Elfo cerca di ottenere Kissy di unirsi a lui, ma lei rifiuta. Elfo va ad andarsene, ma il Re cerca, invano, di impedirgli di andarsene. Elfo afferma che avrebbe, "piuttosto morire una grande morte che vivere una piccola vita", e si gira per lasciare. Mentre fa i suoi ultimi passi, il Re degli Elfi lo avverte che non potrà mai tornare se se ne va. Con un ultimo sguardo indietro, esce, e guarda come la porta si chiude Elfwood. Esprimendo il suo stupore, è presto tagliato fuori quando un grande uccello piomba e lo porta in cielo.
Tornato a Dreamland Castle, Bean quiz Luci sulle sue abilità. Luci si paragona a una voce nella sua testa, che le dice di fare cose cattive e la fa sentire bene nel fare quelle cose. Bean esprime la sua frustrazione al matrimonio, e Luci la spinge a fare scherzi con la torta. Lei riorganizza la glassa per leggere, "Get Bent Dad", con grande dispiacere di Zøg.
Volando sopra la foresta, Elfo parla con l'uccello, ma lo infastidisce così tanto che lo fa cadere in un campo. Ben presto si ritrova nel bel mezzo di una guerra tra gnomi e orchi, con sua grande gioia. Sopravvive alla macabra battaglia, commentando che gli piace, ma non ama, la guerra. Un orco sopravvissuto tenta di attaccarlo, ma accidentalmente acceca l'orco e fugge dopo averlo accidentalmente buttato a terra.
Tornato a Dreamland Castle, mentre Bean e Lucie scappano, si imbattono in Oona. Oona coglie l'occasione per provare ad avere un colloquio sessuale improvvisato con la sua figliastra, con grande disgusto di Bean. Oona discute i " doveri della moglie "che Bean dovrebbe svolgere, ma un riferimento ai tentacoli lascia Bean confuso, e fa sì che Oona se ne vada frustrata, dicendo a Bean di" lasciare le sue uova sul comodino e uscire " più tardi quella notte. Confuso, Bean viene riportato alla realtà dalle campane che suonano.
Elfo emerge dalla foresta e fa amicizia con un uomo. L'uomo, un uomo povero e semplice che si fa chiamare Contadino, invita Elfo nella sua casa, dove lui e sua moglie danno da mangiare a Elfo. Tuttavia, l'Elfo elogia la cucina della coppia inorridisce e fa arrabbiare la coppia, facendoli cacciare dalla loro casa, lamentandosi del fatto che sta rovinando le loro vite. Elfo emerge presto dalla Foresta Incantata, e testimoni Dreamland, con sua grande gioia.
Tornato nel mondo dei sogni, diversi dignitari arrivano per assistere al matrimonio di Guysbert e Bean. La famiglia di Bean arriva, mentre Bean si siede in una stanza laterale con Luci. Bean, abbattuto da tutta la situazione, beve vino comunione con Luci per attenuare il suo dolore. Esprime la sua tristezza per il fatto che la sua vera madre non sia lì, e che sia circondata da persone che non le piacciono. Luci cerca di tirarla su di morale dandole più vino. All'inizio della cerimonia, Zøg va a portare fuori Bean, solo per scoprirla completamente ubriaca. Dopo essere stato schernito da sua figlia, la trascina fuori per sposare Guysbert e consolidare l'alleanza tra Dreamland e Bentwood.
Come i due sono sposati, Guysbert e Bean viene chiesto se si prendono le mani in matrimonio. Guysbert accetta prontamente, ma quando arriva il momento per Bean di accettare, rifiuta con rabbia la proposta, schiaffeggiando l'anello dalla mano di Guysbert. Va a recuperarlo, ma si impala su una spada nel trono, con grande orrore della congregazione. Zøg, tentando di salvare il matrimonio, si confida con Lorenzo I e Bunny, e annuncia che Bean sposerà invece il principe Merkimer, il secondo figlio di Lorenzo I e Bunny. Furioso, Bean rifiuta, ma Zøg ordina ai due di sposarsi. Tuttavia, in quel momento, Elfo entra nella chiesa, presentandosi nervosamente. Incuriosito, Zøg offre una ricompensa alla persona che cattura Elfo, scatenando una frenesia. Nella confusione, Bean scivola via e fugge, portando inavvertitamente Elfo con sé. Insieme a Luci, i tre fuggono in città. Nella terra lontana, l'Incantatrice e Cloyd guardano con gioia mentre Bean e Luci scappano, ma esprimono preoccupazione per la presenza di Elfo.
Zøg manda Merkimer dietro a Bean, insieme a tre dei suoi Cavalieri della Tavola Zog: Sir Pendergast, Sir Turbish e Sir Mertz. Dopo averli inseguiti attraverso la città, mettono all'angolo Bean, Elfo e Luci in un vicolo, ma Luci spaventa Merkimer e i cavalli dei Cavalieri, e li aiuta a fuggire. Alla fine fuggono nella Foresta Incantata e sfuggono alla cattura di Merkimer e dei Cavalieri, con grande frustrazione di Zøg.
Mentre sono nei boschi, Bean, Elfo e Luci scoprono l'esistenza del Wishmaster, un uomo che può esaudire qualsiasi desiderio. Cercano la sua tana, ma sono costretti a accamparsi per la notte quando diventa troppo buio. Il legame trio sulle loro speranze e sogni condivisi, prima di addormentarsi insieme. Si svegliano la mattina dopo per scoprire che dormivano a pochi metri dall'ascensore fino alla tana del Wishmaster.
Il trio usa l'ascensore per raggiungere la tana. Entrando, scoprono subito che si sono sbagliati: l'uomo che hanno trovato è il Washmaster, e sono arrivati alla sua tana, non a quella del Wishmaster. L'arrivo di Merkimer e dei Cavalieri costringe Bean, Elfo e Luci a fuggire. Arrivati all'ascensore, scoprono che la via da seguire è bloccata dallo stesso orco che Elfo ha accecato in precedenza. Di fronte a un matrimonio combinato con Merkimer, o morte, Bean afferra Elfo e Luci, e cade all'indietro dalla scogliera. Mentre cade, esprime la speranza che Luci o Elfo abbiano abilità magiche per salvarli, ma entrambi affermano di no, causando il trio a urlare mentre cadono alla morte.

## Per chi grugnisce il maiale
- Titolo originale: For Whom the Pig Oinks
- Diretto da: Frank Marino
- Scritto da: David X. Cohen

### Trama
Mentre la principessa Bean, Elfo e Luci sembrano cadere a morte dalla scogliera, il principe Merkimer grida, piangendo la perdita della sua futura sposa. Lui e i Cavalieri del Tavolo Zog si confrontano con l'orco cieco e ingaggiano una feroce battaglia. Il Washmaster interrompe la lotta, implorandoli di non combattere, ma è caduto dalla scogliera dall'Orco, e la lotta riprende. Nel frattempo, giù per la scogliera, Bean e le sue amiche si aggrappano a un ramo, mentre lei lotta con la scelta tra morire o sposarsi con il principe Merkimer, scherzando sul fatto che "dovrebbe essere una decisione più difficile". Luci la spinge a cadere, mentre Elfo la prega di non farlo. Tuttavia, Bean rivela che il ramo si è spezzato mentre stavano parlando, e il gruppo urla mentre precipitano verso le loro presunte morti.
In fondo all'altopiano del Wishmaster, Merkimer e i Cavalieri si congratulano per essere fuggiti dall'orco. Setacciano la zona per i corpi di Bean e dei suoi amici, supponendo che siano morti. Tuttavia, Bean, Elfo e Luci cadono direttamente sulla testa di Merkimer, sopravvivendo alla loro caduta e stordendo Merkimer. Dopo aver confuso il volto di Elfo per il suo aspetto sfigurato, con grande sgomento di Elfo, l'orco cade anche su Merkimer, schiacciandolo nel terreno.
Più tardi, Merkimer e i Cavalieri, dopo aver preso Bean e i suoi amici prigionieri, tornano a Dreamland con le loro accuse. Merkimer infastidisce notevolmente Bean durante il viaggio con racconti della sua presunta grandezza. Arrivato nella sala del trono, Merkimer presenta Bean ed Elfo al re Zøg. Zøg si interessa immediatamente a Elfo, salutandolo e imburrandolo, prima di ordinarlo in gabbia. Bean protesta, dicendo che gli elfi hanno bisogno di saltellare e ballare, così Zøg gli permette due fori sul fondo della gabbia per farlo. Poi chiede a Elfo di esibirsi per lui, cosa che fa, finché non cade e rotola giù per le scale. Odval riferisce che Elfo è stato eliminato, e Zøg ordina a qualcuno di assicurarsi che sia ancora vivo. Poi ritorna grossolanamente la sua attenzione al matrimonio tra Bean e Merkimer, con grande disgusto di sua figlia.
Più tardi, nei Bagni reali, Bean viene ripulito da Bunty. Ignorando la storia orribilmente allegra di Bunty sulla morte di suo figlio, Bean si lamenta di essere stata fatta sposare con Merkimer. Odval, anche ottenere un bagno, le dice che è il suo dovere come una principessa, dicendo che hanno bisogno dell'alleanza con Bentwood per riempire le casse reali. Il suo compagno di bagno, un bellissimo uomo dai capelli lunghi, la schernisce, dicendo che non vede nessuno, "storming [il suo] castello" in questo momento, suscitando uno sguardo appassito da Bean.
Nel laboratorio di Sorcerio, il mago reale guarda attraverso i suoi libri, mentre Zøg guarda. Sorcerio spiega che il sangue degli elfi ha potenti proprietà magiche. Zøg chiede eccitato se questo significa che può finalmente ottenere l'accesso all'Elisir della Vita, che Sorcerio conferma.
Tornato nella sua stanza, Bean si asciuga i capelli e si prepara a cambiare. Elfo osserva, eccitato alla prospettiva di vedere Bean nudo, fino a quando Luci rovina il momento ricordando a gran voce a Bean la presenza di Elfo. Si ferma, e lo aggancia ad un portapacchi, girandolo a faccia lontano da lei. Mentre cambia, discute di uccidere Merkimer per evitare il matrimonio. Luci la esorta a farlo, ma Elfo protesta, dicendo che non è un assassino, anche se ammette che ha ucciso il principe Guysbert. Tuttavia, Guysbert è dimostrato di essere ancora vivo, anche se in un sacco di dolore, ancora impalato sul trono di spade. Elfo continua, dicendo che mentre Bean è un alcolizzato violento, lei non è un assassino. Sconsolato, Bean accetta, dicendo che andrà a bere qualche drink mentre pensa a una via d'uscita dal matrimonio. Sorcerio poi entra, chiedendo di prendere Elfo, in modo che possa, " scegli il suo cervello... attraverso le narici", che passa inosservato da Bean e Luci.
Poco dopo, Bean e Luci vagano per le strade di Dreamland, e Luci chiede come ha intenzione di uccidere Merkimer. Lei suggerisce il veleno, ed entra Poco convulsioni veleno Negozio, ma non è in grado di prendere una decisione. Escono dal negozio, e Bean suggerisce a malincuore di sfregare un pollo malato in faccia a Merkimer e, "sperando per il meglio". All'improvviso, la campana della torre dell'orologio suona, attirando l'attenzione di Bean. Vede l'orologio dell'automa e le figure dei marinai che inseguono le sirene, e improvvisamente ha un'epifania. Si gira eccitato di nuovo a Luci, che sta divorando il pollo malato intero.
Tornato nel laboratorio di Sorcerio, Sorcerio si prepara ad estrarre il sangue da Elfo per i suoi esperimenti. Ottiene un piccolo campione di sangue, mostrandolo con orgoglio per Zog. Poi invita il Signore Lingonberry nel suo laboratorio, e lo cinghie al tavolo, su ordine di Zøg. Poi mette la goccia di sangue sulla testa di Lord Lingonberry, sperando di ricrescere i capelli sontuosi del signore. Tuttavia, la singola goccia non fa nulla, e uno Stregone abbattuto rilascia Lord Lingonberry, solo per scoprire che è morto sul tavolo. Sorcerio piange brevemente la sua morte, prima di mandarlo giù dallo scivolo ai recinti di maiale sottostanti, che iniziano a divorare il cadavere di Lord Lingonberry. Tornato ai suoi esperimenti, incolpa il fallimento della quantità di sangue ottenuta e ordina al suo servo di estrarre più sangue da lui. Inizia," mungendo " Elfo per il sangue, spingendo un Elfo woozy a commentare che, "[il suo] cervello si sente asciutto".
Al campeggio della Delegazione nuziale di Bentwood, Bean e Luci si incontrano con Merkimer, con l'intenzione di ingannarlo facendolo prendere dalle sirene. Lo convincono che ha bisogno di avere un addio al celibato, gettato da Bean, sui mari prima del loro matrimonio, progettando di viaggiare da Mermaid Island. Merkimer esprime i suoi dubbi sul piano, temendo di essere intrappolato dal canto delle sirene, ma Bean gli assicura che solo gli uomini deboli ci sarebbero cascati, spingendo un egoista Merkimer ad accettare, con grande gioia di Bean e Luci.
Tornato nel laboratorio di Sorcerio, Sorcerio e Zog continuano i loro esperimenti, estraendo sempre più sangue da Elfo e cercando di svelare i segreti della magia nel sangue degli elfi. Bean entra e vede l'Elfo emaciato. Inorridita, affronta con rabbia suo padre e Sorcerio per aver lasciato che Elfo diventasse così emaciato. Zøg elimina le sue preoccupazioni, con grande disgusto di Bean. Su suggerimento di Sorcerio, Zøg emette un ultimatum: se Elfo non riesce a riempire la fiaschetta di sangue al sorgere del sole del giorno successivo, macinerà Elfo in pasta, per vedere se funziona, e lascia Bean ed Elfo in laboratorio.
In seguito, Elfo, Luci e Bean si preoccupano della minaccia di Zøg. Cercano di schiudere un piano, ma vengono a vuoto, fino a quando Bean nota diversi maiali nel cortile, e ha un'epifania. Trasporta un maiale nel laboratorio e lo aggancia alla macchina del sangue, estraendo una grande quantità di sangue dalla creatura.
La mattina dopo, Zøg e Sorcerio tornano al laboratorio, trovando la fiaschetta piena, e il laboratorio inondato di diversi centimetri di sangue. Luci, Elfo e Bean si alzano nervosamente nella stanza, chiedendo se Elfo è libero di andare, cosa che Zøg accetta a malincuore, per il momento, prima di lamentarsi di indossare i sandali oggi. Egli squelches fuori dalla stanza, seguito da Sorcerio, lasciando Bean e le sue amiche per festeggiare, come liberano Elfo dalla sua gabbia.
Al Dreamland Docks, l'addio al celibato Merkimer, così come Bean, Elfo e Luci, si preparano a partire. Ricevono il benvenuto del Capitano e iniziano l'imbarco. Bean è inizialmente impedito di entrare da Sir Pendergast, ma lei gli dà un pugno nell'intestino e lo sfiora. Avvistandola, Merkimer la chiama, ed esprime la sua gratitudine per il fatto che Bean si sta unendo a lui durante il viaggio. Bean è d'accordo con una risposta misteriosa. Il capitano salpa e avverte i suoi passeggeri di bere in modo responsabile, avvertendoli dei pericoli di Mermaid Island.
Mentre la notte va avanti, i frequentatori del partito bevono pesantemente, di solito a spese di Elfo. Il Capitano interrompe per annunciare il loro arrivo in acque pericolose, indicando sia Mermaid Island che Walrus Island, avvertendo cripticamente il gruppo di non confondere le due isole. Bean annuncia che gli uomini saranno scagliati contro gli alberi, dicendo sarcasticamente che spera che nessuno perderà il controllo e salterà in mare. Con l'aiuto di Elfo e del Capitano, il trio lega gli altri ospiti e si tappano le orecchie.
Mentre navigano più vicino alle isole, Bean ed Elfo fanno alcuni preparativi finali per legare gli ospiti. Elfo, incaricato di sabotare i nodi di Merkimer, dice a Bean e Luci che non poteva farlo, con grande fastidio di Bean. Con il pretesto di volere un ultimo bacio da lui, Bean va e mastica gettare le corde che legano Merkimer all'albero, indebolendole notevolmente. Il Capitano ordina quindi a tutti di non frustare gli alberi per tapparsi le orecchie, spingendo Bean ed Elfo a mettere la cera nelle orecchie. Improvvisamente, una bella canzone di sirena può essere ascoltata in lontananza. Gli uomini, ipnotizzati, lottano per liberarsi. Merkimer riesce, con grande entusiasmo di Bean e Luci, e l'orrore di Elfo. Salta in mare e nuota verso la fonte della canzone. La nebbia si schiarisce, e le" sirene " si rivelano come trichechi, la barca dopo aver erroneamente alla deriva verso Walrus Island. Ignaro, Merkimer scambia i trichechi per sirene, complimentandosi con loro per la loro bellezza, e li invita a "salire a bordo" del suo corpo, cosa che fanno felicemente. Merkimer viene trascinato nelle profondità dell'oceano dai trichechi e la canzone finisce. Il capitano esprime la sua soddisfazione per aver perso un solo uomo, dicendo che di solito perde tutti, un fatto che non fa pubblicità.
Gli altri ospiti e il Capitano si riuniscono sul ponte e brindano a Merkimer, in parte per la sua morte, ma anche perché ha prepagato per la chiatta del partito. Bean suggerisce che il gruppo si dirige verso Dreamland.

## La Principessa delle Tenebre
- Titolo originale: The Princess of Darkness
- Diretto da: Wes Archer
- Scritto da: Rich Fulcher

### Trama
Dopo una notte di bere, Bean, Elfo e Luci vanno in giro con la carrozza di Lady Lingonberry. Questo attira l'attenzione della polizia usando asini come sirene, dopo aver saltato su un ponte fuori servizio, lasciano Lady Lingonberry ad annegare. Incapace di dormire, Luci incoraggia Bean a rimanere sveglio tutto il giorno successivo, così rubano e mangiano un po' ' di snakeroot della regina Oona che usa per "calmare i suoi nervi". Mentre sono sotto l'influenza, il trio ha una giornata di malizia, che culmina con la loro collaborazione con una banda di criminali per rubare reliquie dalla cripta reale. I teppisti abbandonano Bean, che viene poi arrestato e portato al palazzo la punizione faccia da suo padre inconsapevole. In preda alla frustrazione, Re Zog si rivolge a Sorcerio per una cura per i suoi modi ribelli.
Con Bean rinchiuso nella sua stanza, Sorcerio convince il resto del Consiglio del Re che Bean è posseduto da un demone. All'insaputa di loro, vengono osservati attraverso il Fuoco dell'Oracolo dall'imperatore Cloyd e dall'Incantatrice che ora credono che il loro piano sia stato scoperto. Per cercare di esorcizzare Bean, Sorcerio usa tutte e 3 le scienze disponibili ma senza successo. Il Consiglio decide infine di chiamare l'esorcista Big Jo per chiedere aiuto, costringendo l'Incantatrice a evocare un incantesimo che fa sì che Luci si nasconda entrando nel corpo di Bean per sfuggire al suo certo destino. Big Jo cerca ogni strumento che ha per esorcizzare Luci mentre il demone cerca di giocare cool. Dopo che Big Joe spruzza una stella esorcizzante e dà fuoco, Luci si rigurgita dalla sua bocca e mette i fuochi con la sua coda, a quel punto Big Jo lo cattura all'interno di una bottiglia insieme a molti demoni catturati.
Quando Bean scopre cosa gli è successo, ma inizialmente non le importa. Mentre trascorrono la giornata senza Luci, Bean ed Elfo iniziano a pensare a quanto gli manchi. Chiedono a Re Zog e Odval cosa fa Big Jo ai demoni. Dopo aver scoperto che li porta a un vulcano e li uccide con estremo pregiudizio, la coppia ha deciso di salvare Luci, imbattendosi nella banda che li ha traditi sulla strada. Bean ed Elfo li hanno picchiati e si sono ripresi gli effetti personali delle sue famiglie morte.
Al vulcano, Big Jo lascia cadere un demone femminile e l'Avvocato di Luci nella lava. Poi cerca di uccidere Luci ma, dopo aver lottato e preso il coltello dell'esorcista, Bean lo salva. Vedendo che Elfo è tenuto in ostaggio - e senza altra scelta-getta il coltello che taglia il braccio di Big Joe e cade nella lava. L'imperatore Cloyd e l'Incantatrice, osservando il Fuoco dell'Oracolo, sono impressionati dagli sforzi di Bean. Dopo aver liberato Luci (schiacciando la bottiglia con una roccia) la carrozza di Big Jo con molti demoni catturati rotola via e si schianta, liberando i demoni. Luci chiama questo " un lieto fine per tutti."

## Strage alla festa del castello
- Titolo originale: Castle party massacre
- Diretto da: David D. Au
- Scritto da: Jeff Rowe

## Svelta, principessa! Uccidi! Uccidi!
- Titolo originale: Faster, Princess! Kill! Kill!
- Diretto da: Ira Sherak
- Scritto da: Reid Harrison

### Trama
In seguito agli eventi della festa, Zøg manda Bean ad un monastero per farla diventare suora; tuttavia la ragazza si rivela una pessima allieva, così viene rimandata indietro. Il re la insulta definendola una buona a nulla e Bean, arrabbiata, lascia il castello con Elfo e Luci. Il trio viene accolto da Bunty, la cameriera della principessa, che vive con il marito Stan e i loro numerosi figli e Bean decide di diventare apprendista di Stan, che è un boia e torturatore. Nel frattempo Elfo viene accudito da Bunty come uno dei suoi figli neonati ma, poiché la donna lo tratta sempre di più come un bambino piccolo, scappa fuggendo in un bosco. Bean, per la sua prima esecuzione pubblica, deve giustiziare una strega ma, avendo simpatizzato per lei, all'ultimo le manca il coraggio, così lascia Dreamland assieme a Luci. I due seguono le impronte di Elfo nella foresta, scoprendo che il loro amico è entrato in una casa fatta interamente di dolciumi. Quest'ultima appartiene ad Hansel e Gretel i quali, però, sono diventati dei cannibali che cercano di cucinare Elfo per mangiarlo; Bean e Luci lo salvano in tempo, poi la principessa, nel difendersi, uccide accidentalmente Hansel e Gretel. Zøg afferma a Bean, tornata a casa, di essere orgoglioso di lei, nonostante la ragazza minacci di ucciderlo se prenderà ancora in giro i suoi denti da coniglio.

## Paludi e cerimonie
- Titolo originale: Swamp and Circumstance
- Diretto da: Albert Calleros
- Scritto da: Eric Horsted

### Trama
L'episodio inizia con la benedizione annuale del raccolto al Dreamland Castle, dove i contadini presentano i loro raccolti per "la benedizione di sua maestà e l'immediata confisca". Quando Zøg scopre che Bean è uscita la sera per andare a bere, lancia il suo scettro, che atterra nel bar. Bean, Luci ed Elfo giocano a bere e tornano di nascosto al castello quella notte.
Zøg affronta Bean per il suo problema con l'alcol. Lei si lamenta di non avere alcun ruolo da svolgere nella vita di suo padre o per il regno. Zøg decide di nominarla suo ambasciatore per l'imminente viaggio reale a Dankmire.
La famiglia reale arriva a Dankmire, dove viene accolta dai cupi abitanti di Dankmir che "considerano scortese inchinarsi senza prima inchinarsi". Luci scherza con loro inchinandosi ripetutamente per convincerli a ricambiare il gesto. Guardano uno spettacolo teatrale in 16 atti interpretato da bambini e Zøg decide di lasciare che Bean pronunci il grande discorso al banchetto quella sera.
Mentre sono al bar, vengono accolti da Chazzzzz, che porta a Luci ed Elfo due bicchierini di acquavite di Dankmir e una bibita a Bean. Luci aggiunge il suo alcol alla bibita di Bean, e lei si presenta al banchetto completamente ubriaca. Offende tutti con le sue azioni da ubriaco, si blocca a testa in giù e vomita sulla veste del re Dankmire. Arrabbiato, il re di Dankmir dichiara guerra e ordina alle sue guardie di imprigionarli. Nel caos che segue, Oona e i suoi servi fuggono e gli altri sono costretti a fuggire nella palude.
Mentre scappano dai Dankmiriani, Zøg e il principe Derek vengono catturati dagli yokel delle paludi, che decidono di cucinarli e darli in pasto al mostro della palude di Dankmir. Bean, Luci ed Elfo tentano di salvarli, ma perdono i sensi. I Dankmiriani legano tutti e cinque a pali per essere mangiati crudi dal mostro della palude, ma Bean offre loro l'alcol dalla sua fiaschetta. Quasi li convince a lasciarli andare tutti, ma Zøg li chiama hick, il che li fa arrabbiare. Il mostro della palude poi compare, e Bean lo combatte. Tornano tutti a casa a piedi, a quel punto Bean può partecipare alla festa del raccolto, mentre il principe Derek parla con Zøg della sua nuova paura delle padelle.

## La dolce furia dell'amore
- Titolo originale: Love's Tender Rampage
- Diretto da: Peter Avanzino
- Scritto da: Jeny Batten e M. Dickson

### Trama
Dopo una serata fuori a bere, Bean, Elfo e Luci svengono nella fogna. Scambiati per cadaveri, vengono aggiunti alla fossa della peste della città per essere bruciati. La fossa è incendiata e durante il momento teso e terrificante in cui pensano di morire, Elfo pensa che stia per baciare Bean. Fortunatamente, Luci trova una scala opportunamente posizionata prima che siano bruciati e i tre scappino.
Elfo è ancora deluso dalla scelta di Luci. Cercando di mostrare la spavalderia di non provare sentimenti per Bean, Elfo inizia a inventarsi una fidanzata immaginaria. Descrivendola come una rossa enorme, con un occhio solo.
Bean allucina questa bellezza mentre attraversa una fumeria di oppio e invia alcuni cavalieri per recuperare questa misteriosa ragazza. Sorprendentemente, i cavalieri tornano con una donna che corrisponde alla descrizione, anche se l'hanno incatenata come una bestia e lei agisce in modo aggressivo nei confronti di tutti gli altri. La mandano al Cheese Den, una prigione usata per la conservazione del formaggio, e chiudono lei e Elfo all'interno.
Dopo un disastroso doppio appuntamento con Elfo e la gigantessa con Bean e il capitano dei cavalieri, rivela il suo nome come Tess. Tess è una persona intelligente ed eloquente e non apprezza essere trattata come un animale. Questo dimostra di complicare ulteriormente la menzogna di Elfo dal momento che Tess può semplicemente confutare la loro relazione. Quindi, Elfo si offre di darle un occhio se va d'accordo con lo stratagemma e lo accompagna a una palla che viene lanciata nel castello.
Elfo le dà una sfera di cristallo da usare come suo nuovo occhio e, sebbene in teoria possa vedere le cose, in realtà non la aiuta molto. Al ballo, una serie di incidenti fa sembrare Tess un gigante infuriato.
Una folla si forma per inseguirla, ma Bean e gli altri due aiutano Tess a scappare. Conducono la folla attraverso l'Antro delle Meraviglie, il luogo dell'oppio, che fa allucinare le persone riunite e inseguono un drago. Le droghe hanno anche Bean ed Elfo che condividono un bacio, anche se anche quella potrebbe essere stata un'allucinazione.

## I limiti dell'immortalità
- Titolo originale: The Limits of Immortality
- Diretto da: Brian Sheesley
- Scritto da: Patric Verrone

### Trama
Il re Zøg parla alla statua della regina Dagmar, mentre Jerry, il servo stupido, osserva attraverso il fuoco dell'oracolo. Zøg va a trovare Sorcerio, che sta lavorando all'elisir della lunga vita, ma tutto quello che riesce a produrre è un siero della verità e uno shampoo che fa ridere un cavallo.
Bean, Luci ed Elfo camminano per il mercato cittadino per raccogliere le rape, ma vedono una parata nel mercato. Elfo viene rapito da uno degli intrattenitori e Bean cerca di prenderlo, ma il rapitore scappa.
Nel frattempo, Sorcerio va a vedere Odval per la sua incapacità di creare l'elisir della lunga vita, e vanno alla casa di caramelle bruciata per prendere l'Omnicon, un libro magico. Lo portano a Zøg con l'informazione che il sangue dell'elfo deve essere distillato in una fiala chiamata Pendente dell'Eternità, e possono organizzare una crociata per trovare la fiala e l'Elfo rapito.
Bean, Pendergast, Turbish, Mertz e la madre di Mertz fanno visita a Gwen la strega per chiedere informazioni sul libro. Li indirizza al suo ex marito, Malfus, che vive sul Devil's Snow Cone, una montagna a nord. Passano attraverso l'unica trappola con due parti ed entrano nella sua caverna. Racconta loro una storia su come ha incontrato Gwen, ha usato il ciondolo, ha scoperto che l'immortalità era una maledizione e ha disposto il ciondolo oltre i confini del mondo. Come ringraziamento, gli danno il cavallo che ride, che rallegra notevolmente Malfus.
Visitano il confine del mondo e Bean acquista la corda dal commesso del negozio di souvenir, Daryl. Si arrampica lungo il bordo, ma scivola e cade, tirando giù Sorcerio e Luci. Vengono salvati da un grifone, che li informa di aver catturato il ciondolo e di averlo scambiato con un re con una corona di serpenti. Big Jo, l'esorcista, arriva e li informa che il re apparteneva alla città perduta di Cremorra. Bean si rende conto che Big Jo ha rapito Elfo, e lei e gli altri cavalcano il grifone per catturarlo. Bean e Luci vengono catturati e posti su una nave da carico con Elfo.
Il gruppo arriva in un deserto e Big Jo informa Elfo che il Pendent si attiverà e suonerà quando si avvicinerà. Bean trasforma Elfo in un metal detector fai-da-te e trovano un modo per entrare in città, dove tutti sono stati trasformati in pietra. Big Jo dice loro che Cremorra aveva un'economia di serpente e l'impero di Maru, con la sua economia basata sui topi, divenne geloso e li trasformò in pietra. Il re era l'unico sopravvissuto e ha tentato di far rivivere il suo regno, ma anche lui è stato trasformato in pietra.
Si avvicinano al Re congelato, ma un assassino di Maru al servizio dell'Imperatore Cloyd e dell'Incantatrice combatte Big Jo e il suo assistente, Porky. Nella copertina del combattimento con la spada, Bean, Luci ed Elfo trovano la fiala e iniziano a correre. Big Jo tenta di impedirle di andarsene, ma l'assassino gli taglia il braccio (di nuovo), e poi cade sulla sua stessa spada, la sua missione è completa. Bean, Luci ed Elfo riempiono la città di sabbia. Big Jo viene sepolto e il grifone li salva dal vortice. Li trasporta, insieme a Sorcerio, nel regno, mentre Malfus offre parole di saggezza dal sottofondo.

## Sii fedele a te stesso, Elfo
- Titolo originale: To Thine Own Elf Be True
- Diretto da: Frank Marino
- Scritto da: Shion Takeuchi

### Trama
Il trio torna dalla loro avventura con il ciondolo e cerca di usare il sangue di Elfo per riportare in vita le persone. Tuttavia, il ciondolo continua a non funzionare. Viene coinvolto un esperto e rivela che Elfo non è un vero elfo, facendo arrabbiare Zøg che lo caccia da Dreamland, affermando che qualsiasi menzogna diversa dall'adulazione è un crimine mortale. Odval permette a Bean e Luci di andare a trovarlo in modo che lui ei cavalieri possano seguirlo. Bean e Luci trovano Elfo che decide di portarli a Elfwood dove si riunisce con i suoi parenti. Mentre Bean e Luci si mescolano con gli elfi, Elfo apprende da suo padre che è un mezzo elfo, con l'altra metà un mistero a causa dell'interruzione dell'arrivo degli uomini di Zøg per catturare gli elfi per il loro sangue. Bean, Elfo, Luci e gli elfi combattono i cavalieri e sigillano Elfwood prima che qualcuno di loro possa catturarli, ma la vittoria è di breve durata quando un cavaliere scocca una freccia che trafigge Elfo, uccidendolo. Zøg rivela che voleva l'elisir per far rivivere la madre di Bean, Dagmar, che è stata trasformata in pietra da un veleno. Avendo ottenuto del sangue di elfo da una delle guardie, Bean sceglie di usare il ciondolo s su sua madre, riportandola in vita.

## La caduta di Dreamland
- Titolo originale: Dreamland Falls
- Diretto da: Wes Archer
- Scritto da: Bill Oakley

### Trama
Questo episodio inizia dove Sii fedele a te stesso, Elfo si ferma: riportare in vita Dagmar. Una volta risvegliato, Dagmar viene lasciato in uno stato confuso. È entusiasta di vedere sua figlia, che è cresciuta molto tempo dopo la presunta morte di Dagmar. Dopo aver spiegato il suo shock per la morte di Elfo, mentre sua madre è viva, Bean sperimenta qualcosa che non provava da 15 anni: l'affetto. Bean torna al castello con sua madre. Le guardie in prima linea la interrogano e commentano le abitudini di bere di Bean e la morte di Dagmar. Dagmar poi si rivela e una delle guardie inciampa fuori dal bordo e nell'acqua impetuosa. L'altra guardia apre il ponte levatoio ed entrano Bean e Dagmar. Dagmar commenta il fetore del cortile, che eccita Merkimer, che sta lentamente perdendo la sua umanità.
Una volta all'interno del castello, Bunty vede Dagmar e Bean e lascia cadere il teaset (?) Che aveva in mano. Dagmar la complimenta / la insulta e poi le chiede di smetterla di ficcarsi il seno. Presto raggiungono la stanza di Zøg, dove rimane scioccato dal fatto che Dagmar sia vivo. Si baciano, poi Zøg suggerisce di organizzare un banchetto. Dagmar rifiuta e invece chiede una festa.
Odval e Sorcerio parlano di come l'ossessione di Zøg per l'elisir della vita abbia finalmente dato i suoi frutti. Il Messaggero annuncia l'arrivo di Dagmar, quindi Zøg annuncia che la regina di Dreamland è finalmente arrivata. La regina Oona sbaglia l'introduzione, pensando che fosse per lei. Oona e Dagmar interagiscono, cosa che Oona fa un'osservazione scortese sui capelli di Dagmar, e se ne va.
Dagmar è imbronciato perché Zøg si è risposato. Parlano della praticità del suo matrimonio con Oona. Dagmar pensa che Oona abbia allevato Bean, ma Bean la informa che è stata allevata da Bunty e da alcuni simpatici ubriachi nel pub. Zøg dice a Dagmar che molte persone sono morte per riportarla in vita. Bean ricorda a Zøg che Elfo era uno di loro. Dagmar suggerisce di tenere un funerale per Elfo.
Al funerale, molti amici di Elfo tornano a trovarlo, tra cui Tess, che ha restituito il suo sguardo a Luci, dicendogli che fa male sapere la verità. Luci le dice che il dolore è il motivo per cui gli umani non dicono spesso la verità. Oona arriva a cavallo, arrabbiata perché se ne sono andati senza di lei. Si arrabbia con Dagmar, che è sul trono della regina. Dagmar accetta di alzarsi, ma trova un nuovo posto sulle ginocchia di Zøg, rendendolo nervoso. Bean recita l'elogio di Elfo, e sia lei che Luci piangono la perdita del loro amico.
Dopo che Zøg è entrato nella carrozza, sia Oona che Dagmar cercano di entrare. Dagmar si scusa per "le piume arruffate [di Oona]", cosa che fa infuriare Oona, costringendo Dagmar e Oona a litigare. La loro lotta ha buttato Elfo in acqua, facendo sì che Tess separasse le regine. Bean conforta sua madre e rimprovera Oona di aver fatto del male a sua madre. Oona parte a cavallo e Luci prefigura che ci saranno problemi nel futuro di qualcuno, probabilmente riferendosi a Bean.
Nella notte c'è una riunione del consiglio su Oona. Pendergast suggerisce di sbarazzarsi di Oona, che lei sente, e lei sgattaiola via, sussurrando "Vedremo chi sparirà". La scena poi si interrompe con Zøg che dice a Dagmar di aver cancellato il suo programma, in modo che possano essere soli. Bean entra con Luci, che sta restituendo la sfera di cristallo, e Dagmar le dà il bicchiere di vino che Zøg aveva in mano. Zøg discute con loro e Bean dice a Zøg che vuole avere una conversazione civile con sua madre. Poi spinge Zøg e Luci fuori dalla stanza.
Mentre Zøg va a letto, si lamenta di dover uscire con Luci. Anche Luci non è molto entusiasta. Zøg vede Oona e si precipita su per le scale. Oona scompare e Zøg si lamenta che passerà un'altra notte solitaria. Con Zøg che va a letto, Luci è da solo. Si accende la coda per agire come una torcia, ed è sorpreso da una statua di Pendergast, questa statua scolpita in modo strano. Luci alza le spalle e se ne va. La statua si rivela essere effettivamente Pendergast.
La mattina dopo, Zøg dice a Dagmar di aver preparato il brunch. Dagmar lo ringrazia, ma dice che lei e Bean stanno andando a cavallo. Mentre se ne vanno, Luci insulta Zøg, poi chiede perché è così. Zøg racconta a Luci della morte di suo fratello maggiore, della sua incoronazione a re di Dreamland e di come ha incontrato Dagmar. Dopo la sua storia, Zøg chiede a Luci come sia diventato un gatto parlante ancora ignaro di essere un demone. Luci dice a Zøg di continuare a mangiare waffle mentre pensa a una risposta. Poi scappa.
Bean e Dagmar parlano di come sono nel loro posto preferito per scappare dal castello. Bean chiede di saperne di più su sua madre e rivelano le loro somiglianze. Dagmar propone quindi di bere qualcosa con Bean. Cavalcano verso lo Scettro Volante.
Oona e Odval discutono su come Zøg, Pendergast e Sorcerio vogliono sbarazzarsi di lei. Odval invia un messaggero tacchino a Dankmire. Oona giura vendetta di Zøg, Dagmar e Bean. Bunty lo sente e scappa ad avvertire Bean.
Bean e sua madre vengono visti al pub e Dagmar urla alle persone che giocano a freccette. Bean si lamenta della scomparsa di sua madre e Dagmar abbraccia sua figlia, senza accorgersi delle freccette. Più tardi, Bean inciampa ubriaco nella sua stanza e cerca di parlare con Bunty. Si accorge che la sua cameriera è congelata nella pietra e si fa prendere dal panico. Corre da Sorcerio, ma vede che lui, insieme a molte guardie, come Turbish e Mertz, sono anche statue. Decide quindi di rivolgersi al consiglio dicendo che Oona è finalmente impazzita. Sfortunatamente, Odval è l'unico membro del consiglio che attualmente non è una statua e ignora Bean. Dopo che Dagmar scatta a Odval, usano la palla magica per cercare di trovare Oona. Dice a Zøg che Oona è ancora in Dreamland, quindi avverte Odval del pericolo. Bean ci prova, ma la palla la fulmina. Dagmar mette fine ai "trucchi da salotto". Odval e Zøg vanno a cercare Oona e Dagmar porta Bean in biblioteca. Luci, che era fuori a fumare, vede il muro chiudersi dove sono entrati Dagmar e Bean e osserva gli eventi a cui era disattento in precedenza. Quindi riavvolge la palla di 15 anni e scopre una verità scioccante. Va a cercare Zøg per dirglielo, mentre Bean e Dagmar parlano di come sta maturando Bean.
Odval e Zøg trovano una statua di guardia e la confondono per Oona. La freccia che Zøg scaglia contro di essa rimbalza e prende il cappello di Odval, che rivela il suo terzo occhio. Lancia un'occhiataccia a Zøg, mentre il re si toglie la freccia dal cappello. Poi si imbattono nel reparto psichiatrico abbandonato del castello e sentono Luci. Odval scappa e Luci afferra Zøg per il suo mantello. Dopo che Zøg lo confonde per Oona, Luci dice a Zøg che ha qualcosa da mostrargli.
Nella sala da ballo, Luci mostra a Zøg come Dagmar è morto ancora una volta, poi gli mostra come è morta: si è avvelenata accidentalmente. Zøg è sorpreso, e si rende conto che se Bean non avesse scambiato i suoi occhiali con quelli di Dagmar, sarebbe "fuori nel cortile con i piccioni che fanno schifo sulla [sua] testa", secondo Luci. Luci poi mostra a Zøg l'ingresso della biblioteca. Zøg va ad affrontare sua moglie.
Dagmar dice a Bean che Zøg vuole cambiarla e che la ama così come è "nata per essere". Lo dice mentre prepara una pozione di qualche tipo. Sente Zøg avvicinarsi e lo affronta. Zøg dice che avrebbero potuto semplicemente andare alla consulenza matrimoniale, e Dagmar lo spinge giù per le scale e versa la sua pozione giù per le scale. Luci, sul punto di entrare, corre spaventato. Zøg sale su un balcone e dice a qualcuno fuori dallo schermo che sua moglie sta attaccando. Gli viene chiesto quale, e commenta che sa come sceglierli. Lui e Luci saltano dal balcone e Odval ha convocato i cavalieri. Zøg dice loro di scappare, ma non scappano in tempo.
Si vede Luci borbottare tra sé e sé su come dovrebbe essere lui a uccidere tutti e come dovrebbe essere lui a spaventare tutti. Gira un angolo. Quindi vede una persona sconosciuta e la riconosce. Inizia a urlare, ma viene zittito con un suono * POP! *. Non si sa cosa gli sia successo, anche se il suono è coerente con il demone di Big Jo che raccoglie i vasi ...
Dagmar dice a Bean che Oona sta venendo a prenderli, poi spinge sua figlia in mare. Nuotano verso una nave sconosciuta e le creature su di essa li salutano. Bean è confusa, ma sua madre le dice che ha molto da imparare.
L'unica persona che non è stata vista congelata come una statua è Zøg, che dice di non avere nient'altro da perdere, solo per far cadere la sua corona in mare. Inizia a urlare di rabbia e i titoli di coda scorrono.
Una clip dopo i titoli di coda mostra il corpo di Elfo alla deriva, salvato da due braccia femminili che tirano il suo corpo a riva. Non si sa cosa gli succeda.

## La disincantatrice
- Titolo originale: The Disenchantress
- Diretto da: Albert Calleros
- Scritto da: Shion Takeuchi

### Trama
Re Zøg si lamenta di tutte le persone congelate nella pietra nel regno mentre cammina attraverso il suo castello e maledice la regina Dagmar.
Sulla nave dove dorme la principessa Bean, la regina Oona sale a bordo nel cuore della notte, cercando di svegliare Bean prima che venga improvvisamente catturata da Dagmar e dai suoi tirapiedi. I due litigano brevemente dove Oona riesce a strappare la collana di Dagmar prima che cada fuori bordo, con le gambe incatenate a un'ancora. Bean, che si sveglia dopo aver sentito il grido di Oona, pensa di aver appena avuto un incubo, che Dagmar usa per confortare Bean mentre continua a fuorviare che la sfortuna che è caduta su Dreamland sia stata causata da Oona.
Oona raggiunge il fondo del mare e si scopre che Luci è intrappolato in una bottiglia nell'armadietto di Dagmar, che sa esattamente chi è.
La nave raggiunge Maru dove Bean viene presentato al resto della "famiglia"; L'Imperatore Cloyd e Becky l'Incantatrice, fratello e sorella di Dagmar. Dagmar disprezza quanto male siano i corridoi della sua casa rispetto a prima e Bean diventa curioso di una grande doppia porta con un elaborato disegno scheletrico. Bean viene condotta nella sua nuova camera da letto che in realtà è l'ex camera da letto di Dagmar e gli vengono offerti alcuni dei vecchi vestiti di Dagmar da indossare. Mentre Bean si addormenta, Dagmar la rimbocca come faceva quando Bean era un bambino, e mentre Bean si allontana sussurra: "Sarai la donna più grande che questo dannato regno abbia mai visto". Ma Bean non è convinto, ancora pentito della sua decisione di lasciare morire Elfo.
Dagmar dorme pacificamente e rumorosamente mentre monopolizza la loro coperta condivisa, ma Bean si alza per trovare riposo su un divano tranquillo. È turbata quando Becky e Cloyd sembrano darle un'altra coperta e un sicario che le mormora di dormire.
Il giorno successivo Dagmar e Bean fanno una passeggiata nel regno di Maru mentre Luci parla con Becky e Cloyd. Jerry, uno dei loro servi mette Luci in un barattolo da conservare nel seminterrato. Dagmar parla a Bean di come avrebbe sempre voluto che Bean amasse Maru e andasse lì, ma Zog non si è mai fidato dei fratelli di Dagmar. Dagmar razionalizza che probabilmente aveva ragione dal momento che hanno gestito male il loro impero, ma anche che ogni altra generazione della loro famiglia ha una propensione alla follia omicida, rivelando che è così che i genitori di Dagmar presumibilmente sono morti: doppio omicidio-suicidio. Un attimo dopo i due vengono interrotti da una vipera-messaggera. Dagmar se ne va per parlare con i suoi fratelli e Bean si dirige verso il bar più vicino. Cercando di fare un gatto (Nuevo Elfo) e uno dei sicari (New Luci) in sostituzione dei suoi amici. Il gatto e lo scagnozzo corrono non appena le si volta la schiena e quando Bean fa per inseguirli, una vecchia megera la intercetta, riferendosi a lei come "ragazza della profezia". La vecchia implora Bean di salvare Maru, aggrappandosi a lei e baciandole i piedi. Quando la vecchia la indica e chiama il suo nome completo, lei recita un canto con tutte le persone circostanti.
Bean torna di corsa a casa e incontra Jerry sui gradini del castello. Jerry la conduce al piedistallo verde fiammato, l'Oracolo, e le dà un sacchetto, spiegandole che gettandolo nel fuoco può vedere chi vuole. Bean getta un po' 'di polvere e chiama Luci senza alcun effetto. Quando sua zia e suo zio entrano e le gridano di smetterla di gettare la cocaina di Cloyd. Hanno il permesso di Bean, ma lei li ascolta ulteriormente mentre decidono di portare l'Oracolo in un tempio (e fare in modo che Jerry si picchi.)
Di ritorno a Dreamland, Zog trascina la statua di Odval in giro, rompendo accidentalmente un braccio. A cena, Cloyd sconsiglia di camminare nella Zona delle streghe dopo che Bean dice a Dagmar che si è graffiata mentre le versava un bicchiere di vino. Bean beve tutto mentre viene incoraggiata da sua madre e sua zia e afferma di sentirsi stordita pochi istanti dopo, scusandosi. Curioso, Bean entra nella doppia porta scheletrica e si imbatte in un'altra porta con accanto un cartello con l'etichetta "Centro di adempimento delle profezie". Bean lo apre e proprio di fronte a lei c'è un ritratto dipinto di se stessa. Di fronte al ritratto c'è un tavolo da sacrario con due braccia mozzate sanguinanti. Sopraffatto dalle vertigini, Bean sviene. Quando si sveglia si ritrova con i suoi Dagmar, Becky e Cloyd in biblioteca, che ha affermato di essere tornata per il dessert dopo la sua passeggiata, e quando si sono ritirati in biblioteca è svenuta improvvisamente.
Bean chiede di parlare con Dagmar da solo dove lei spiega tutto ciò che ha visto. Dagmar finge preoccupazione, misurando la sua temperatura e asciugandosi la mano sul braccio graffiato di Bean solo per farlo uscire nudo e pulito. Dagmar la irrita dicendo che non vede nessun graffio e Bean lo fissa scioccato. Dagmar chiede se è sicura di aver visto quello che ha detto di aver fatto, che forse Bean era confuso. Ma Bean insiste che c'è qualcosa dietro la porta scheletrica, ei due si fanno strada all'interno. Ma dentro c'è un ritratto della regina Mariabeanie, la bisnonna di Bean. Bean sostiene che c'era un ritratto di se stessa, ma Dagmar dice che Bean potrebbe essere ancora stanco, o forse ... Dagmar si spegne in modo presagio prima che venga suggerito che Bean ha superato l'età in cui si manifesta la maledizione di famiglia, quindi non dovrebbe essere un problema. La "maledizione", come Bean capisce immediatamente di voler dire, "follia." Dagmar poi la rimbocca allegramente a letto.
Bean, irrequieto e sospettoso, sgattaiola fuori dal letto e parla con Jerry per chiedergli quali siano i sintomi della maledizione familiare. Jerry le dice che è diverso per tutti prima di condurla in una galleria di dipinti. Un pazzo pensava che il mondo fosse rotondo, un altro ha sposato un'anatra, un altro ha cercato di annegare i suoi nipoti anche se fortunatamente erano tutte anatre. Jerry continua dicendo che i sintomi principali sono paranoia, allucinazioni e intenzioni omicide. Bean ridacchia nervosamente prima di affermare di non aver mai ucciso nessuno ... beh, tranne che per legittima difesa o per omicidio giustificato. Inorridita con se stessa, Bean riconosce di aver ucciso molte persone in passato. Jerry seleziona "omicida" e "paranoia" sulla sua lista di follia prima di notare che il ritratto della regina Mariabeanie è scomparso. Bean viene rivendicato quando Jerry riprende il ritratto dalla Stanza della Profezia e trova l'ingresso di una stanza segreta. All'interno della stanza c'è il dipinto di se stessa insieme a un vero pasticcio di cose inquietanti tra cui una "pozione di stonificazione".
Bean cerca di convincere Dagmar ad andarsene, convinto com'è che sua zia e suo zio sono malvagi e potrebbero aver intenzione di sacrificare sia lei che Dagmar. Dagmar tenta di riderci sopra, ma quando Bean tira fuori la pozione di stonificazione, Dagmar li disprezza; dicendo che non c'era modo che nessuno dei due potesse realizzare qualcosa di così complesso. Bean si rende conto allora che era Dagmar che era dietro a tutto. Dagmar lascia andare ulteriori pretese lanciando un vestito a Bean e dicendole di prepararsi. Quel fagiolo ha un destino più grande al di là della sua comprensione. Dagmar chiude a chiave Bean nella sua stanza e la lascia a bussare alla porta.
In Dreamland, Zog serpeggia con Vip e Vap parlando di una nuova era prima che la sua irascibilità si impari di nuovo e scatta contro Vap, minacciando di rinchiuderlo in una prigione. I due si guardano prima di remare in mare con un secchio. Zog, temendo di essere veramente solo, cerca di rispondere alle offerte che ignorano.
Mentre Bean è intrappolato, Jerry apre il pannello della finestra della porta della camera da letto per dirle che Luci è nel seminterrato. Jerry vuole aiutarla, ma le dice che Oracle Fire sarebbe in grado di trovarla ovunque si trovi se si rendessero conto che è scomparsa.
Dagmar torna nella loro camera da letto e sembra soddisfatto Bean è vestito a festa, non vedendo mai il suo viso incappucciato. I tre fratelli stanno nella camera del tempio, Becky afferma che finché Bean può indossare la corona il loro destino è assicurato. Gli scagnozzi portano una figura in un palanchino e la depongono, per il piacere di Dagmar, ma quando la figura inciampa e cade il cappuccio ricade rivelando Jerry. Dagmar, esasperato, dice che l'avevano già provato una volta con lui e questo lo ha trasformato in un bambino permanente di 10 anni. Jerry cerca di spegnere il fuoco dell'oracolo, ma mentre lo prende, Dagmar gli infila facilmente un martello nella testa, uccidendolo. Con gli occhi spalancati e scioccato, Cloyd dice che Jerry era lì il fratello minore. "Adesso lo sei, quindi stai zitto," risponde freddamente Dagmar prima di usare l'Oracolo.
Di nuovo nella stanza nascosta, Bean si riunisce con Luci, quindi ha un confronto con Dagmar. Quando Dagmar fa per mettere la corona rituale sulla testa di Bean, Bean fugge conducendo i tre a cercarla di nuovo. Usando gli scaffali principali come passerella, Bean e Luci cercano di sgattaiolare fuori dalla stanza finché non vengono visti. I ripiani crollano riversando a terra liquidi infiammabili e pericolosi. Mentre Bean e Luci stanno su alcune scale, guardano Dagmar che la guarda. Bean tiene in mano una candela e Dagmar fa le uova con la sua con diffidenza, rivelando che aveva ucciso i suoi genitori all'età di Bean. Quando Bean nega di non aver mai ucciso nessuno che lo meritasse, Dagmar chiede crudelmente se Elfo lo meritava. Luci che è scivolata sotto la porta la spinge dall'esterno facendo cadere la candela a Bean. Cade nel liquido ai piedi di Dagmar ed esplode.
Mentre Bean è disposto a usare l'esplosione per andarsene, corre da Jerry nella speranza di portarlo con loro. Sfortunatamente, tutto ciò che incontra è il suo cadavere. Bean si scusa anche ad alta voce con Elfo, che l'Oracolo del Fuoco sente, collegandola a Elfo che è in Paradiso. Luci afferma che potrebbe esserci un modo per riavere Elfo. Anche se non può andare in paradiso, se Elfo va all'Inferno, Luci potrebbe recuperarlo. La connessione con Oracle Fire è pessima e dicono a Elfo di andare da Hello, quindi se ha capito il loro intento è ambiguo nella migliore delle ipotesi. Una volta interrotto, Luci tira una leva che rivela letteralmente una scala per l'inferno. Luci la avverte che se viene trovata all'Inferno rimarrà bloccata lì, ma Bean è determinato. Luci le dà il costume da demone di Cloyd e proprio mentre sta per fare un passo indietro, Dagmar trascina indietro Bean per i capelli. Dagmar tira la leva per chiudere di nuovo le scale e Jerry miraculous si sveglia. Tira via il martello che era incastrato nella sua testa prima di mettere fuori combattimento Dagmar. Bean definisce Jerry un vero amico e con un ultimo breve sorriso, crolla. Mentre il buco per l'inferno si chiude, Bean scivola attraverso.

## Scala per l'inferno
- Titolo originale: Stairway to Hell
- Diretto da: Dwayne Carey-Hill
- Scritto da: David X. Coen

### Trama
Mentre Zog continua a piangere per la perdita del suo regno e il tradimento e la solitudine che sente derivano dall'abbandono dei suoi cari, Elfo si sta rilassando in Paradiso. Dopo aver ricevuto il messaggio di Bean e Luci per incontrarsi all'Inferno, Elfo va da Dio per convincerlo senza successo che è dove deve andare.
Sulla scala per l'inferno, Bean si incontra di nuovo con Luci e si cambia nel suo costume da demone. Zog si incontra anche con il principe Merkimer che era tornato dalla sua avventura fuori dallo schermo.
Non importa quello che fa per cercare di insultare Dio in cielo, tutto ciò che Elfo sembra riuscire a fare è deliziarlo. Per fortuna, Elfo insulta il nuovo favorito di Dio, Jerry, definendolo un "dum-dum" così Dio finalmente colpisce Elfo e lo manda direttamente all'Inferno.
Elfo viene processato all'Inferno proprio mentre Bean e Luci riescono ad attraversare le porte dell'Inferno.
In Dreamland, mentre Zog e Merkimer stanno legando, i Bozak iniziano un'invasione; abbattere le porte del castello.
Bean si chiede come faranno a trovare Elfo, così Luci la informa che la posizione di ogni anima condannata è registrata nel Libro dei Morti nella Fortezza Infernale. Ma i due si perdono per strada.
Merkimer viene catturato e rapito dai Bozak mentre Zog si copre e si nasconde per la paura.
Bean e Luci arrivano alla Fortezza Infernale e al Libro dei Morti senza troppi problemi, ma mentre cercano Elfo, Asmodium, Lord of Darkness, li cattura. Quando Bean non riesce a pensare a una spiegazione del motivo per cui sono lì, Luci rivela che è un essere umano vivente. Inoltre, dice di essere riuscito a convincere un elfo a scendere dal paradiso. Asmodium è impressionato e promuove Luci al livello demone 2, dando a Luci le ali.
Elfo viene spiegato come sarà costretto a guardare il momento peggiore della vita come il suo inferno personale e viene mostrato il momento in cui Bean ha scelto di rianimare Dagmar su di lui. Nel frattempo, Zog era riuscito a seguire e uccidere i Bozak che avevano legato Merkimer a uno sputo sopra una fiamma.
Per l'inferno speciale di Bean, è legata a una sedia accanto a Elfo. I due discutono sull'importanza di Elfo per Bean prima di dedicarsi all'insulto di Luci per il suo presunto tradimento. Ovviamente, è allora che Luci si presenta per salvarli. Luci imbottiglia l'anima di Elfo e lui fa volare Bean up.
Mentre continuano il loro faticoso volo, Asmodium affronta Luci esprimendo delusione per il fatto che Luci avrebbe potuto diventare un super-demone. Luci poi lascia Elfo e Bean, e Asmodium scioccato e impressionato ancora una volta, promuove Luci sul posto al livello di super demone 4. Lucis colpisce Asmodium con la sua forza e agilità potenziate, ma gli viene detto che perderà tutto, inclusa la sua immortalità se lui lascia. Luci cattura Elfo e Bean e corre fuori dall'inferno e torna sulla Terra, perdendo immediatamente le ali.
Cadono a terra e la bottiglia di Elfo si frantuma, fortunatamente vicino al suo cadavere. Bean risucchia l'anima di Elfo per tenerla in bocca e dà il suo cadavere bocca a bocca, riportando in vita Elfo.
In paradiso, Dio e Jerry iniziano a litigare dopo che Jerry si domanda perché Elfo sia tornato in vita ma non lui.

## Proprio quella cosa
- Titolo originale: The Very Thing
- Diretto da: Frank Marino
- Scritto da: Andrew Burrell

### Trama
Sull'Isola delle Sirene, a Elfo viene detto che era morto da cinque mesi. Bean, Luci ed Elfo vengono accolti dalle sirene dell'isola e trattati con la loro ospitalità. (Sangria e massaggi alla schiena.) Al mattino prendono una barca fuori dall'isola e iniziano a tornare a Dreamland. Elfo ha ancora problemi con Bean che sceglie sua madre al posto suo e nel complesso c'è ancora tensione all'interno del trio. Ad un certo punto si perdono nella nebbia e incontrano Vip e Vap che ridacchiano inutilmente e remano quando Bean chiede indicazioni. Per fortuna, quando la nebbia si dirada, vedono di essere arrivati a Dreamland. Zog li supera con un masso che spacca la barca su cui stanno, trattandoli come traditori.
Il trio raggiunge le coste di Dreamland, ignorando Zog. Ma mentre si guarda intorno allo stato di statua della gente, Zog inizia a lanciare loro del pane di pietra, scacciandoli dalla strada.
Nel frattempo, Oona si è slegata dall'ancora e viene raccolta da una nave pirata che navigava per i mari da otto anni. Mentre il loro capitano rimane nella sua cabina lasciando l'equipaggio senza meta, Oona li ispira a seguire i loro sogni e ad agire quando una ricca nave si ferma accanto a loro. Oona diventa lei stessa una pirata e, entusiasta del loro successo e delle loro ricchezze, il capitano pirata fa capolino sul ponte. Oona lo riconosce immediatamente come un elfo e fa salpare per Dreamland.
In cima al campanile Zog affronta Bean e Bean gli dice che Dagmar li ha ingannati entrambi. Mentre Zog le punta contro una balestra, una palla di cannone della nave di Oona colpisce la torre, mandando Zog a inciampare. Bean, Elfo e Luci riescono a prenderlo e tirarlo su, riconquistando la sua fiducia; lui e Bean fanno pace.
Il capitano dei pirati è "Dread Pirate" Leavo e il suo primo ufficiale appena nominato Oona salutano i Dreamlanders. Leavo è disposta a dare loro il Pendente dell'Eternità in cambio di un tesoro. Sfortunatamente, i Bozak avevano preso il loro tesoro migliore, ma Leavo sembra cercare qualcosa di specifico. Decide di cercare sotto il castello e Zog lo fa accompagnare da Elfo (dicendogli di spaccare Leavo in testa alla sua prima possibilità di rubare il sangue di Leavo).
Nei sotterranei, Leavo trova effettivamente una sorta di indicatore di tesoro prima che lui ed Elfo inizino a litigare. Leavo dà a Elfo la possibilità di aiutare o essere danneggiato ed Elfo sceglie di aiutare.
In superficie, Oona perdona facilmente Bean (tranne per aver rubato la sua droga), e quando Leavo si avvicina per affrontarli, dà a Bean il ciondolo. Bean convince Leavo ad aiutare in cambio di una cosa. Tuttavia, il suo aiuto arriva sotto forma di andare a Elfwood per parlare con gli altri elfi per donare il loro sangue.
Zog si scusa sinceramente con gli elfi e con un po' 'di convincimento da parte di Leavo accettano di aiutare. Uno per uno, i cittadini non vengono lapidati con il ciondolo usando ogni volta una goccia di sangue di elfo. Oona e Zog divorziano felicemente, spingendoli a richiamare Derek, che si scopre essere sopravvissuto grazie agli uccelli (e alle fate) che stava attirando alla sua finestra.
Leavo decide di rimanere nel Paese dei sogni per il tesoro, perché "il destino degli elfi è [lì]", e Oona assume il ruolo di capitano dei pirati.

## Il cuore solitario è cacciatore
- Titolo originale: The Lonely Heart Is a Hunter
- Diretto da: David D. Au
- Scritto da: Ben Ward

### Trama
Bean sta dormendo nella sua camera da letto quando improvvisamente una finestra si apre e sua madre Dagmar entra nella stanza. Le dice di controllare il carillon che ha dato a Bean quando era piccola. Dagmar inizia quindi a fluttuare via e Bean si sveglia dal suo sogno, guarda dall'altra parte della stanza e c'è il carillon. Una volta aperto, una figura di Dagmar che trasporta il piccolo Bean si gira accompagnato da una semplice ma bellissima melodia.
Elfo porta Bean e Luci nel nuovo quartiere degli Elfi a Dreamland, dove ora vivono tutti gli elfi. Dopo un incontro con tre elfi imbroglioni, il gruppo trova Kissy, la vecchia ragazza di Elfo. Sentendo che le piacciono i cattivi ragazzi, Luci si fa avanti e le chiede un appuntamento, generando non poca invidia da parte di Elfo.
Zog entra nella Foresta Incantata, dove un tentativo di cacciare un cervo non ha successo poiché perde la sua corona. Continuando ad entrare, trova un orso che pesca in un fiume, solo che l'orso perde la pelle e si trasforma in una donna. Zog colpisce accidentalmente il pesce con un dardo di balestra e la donna-orso lo trova: i due iniziano a litigare, ma improvvisamente si innamorano. La donna-orso si presenta come Ursula, una selkie della foresta, e Zog la invita al castello.
Dopo un altro sogno su sua madre, Bean va a parlare con Zog per menzionarli, ma Zog rivela di essere innamorato di Ursula e lancia il ritratto di Dagmar nel camino. Mentre Zog se ne va, Bean si rende conto che c'è qualcosa scritto in maruviano proprio dove si trovava il ritratto, e si rende conto che c'è qualcosa di nascosto.
Quella notte, durante il banchetto, Ursula attira l'attenzione (negativa) con i suoi modi inesistenti, ma il Re sembra non curarsene, infatuandosi di Ursula. Bean parla con Ursula, che le insegna a grattarsi la schiena contro una colonna. Facendolo più tardi, finisce per trovare un sigillo maruviano coperto (come quello che era nascosto dietro il ritratto di sua madre) e inizia a seguire le frecce. Elfo trova Luci e Kissy in giro, e successivamente interrompe la loro danza per allontanare Luci e avvertirlo che Kissy non è davvero interessato a lui.
Il giorno seguente, dopo una notte di sesso vigoroso, Zog si accorge che Ursula si sta struggendo per la foresta, e accenna che, senza la sua pelle d'orso, non può trasformarsi di nuovo in una: per cercare di trattenerla a palazzo, Zog decide di nascondere la pelle e Bean lo sorprende sul fatto. Bean chiama suo padre, ma lui risponde che Ursula è la prima donna per cui sente davvero qualcosa di grande da anni, e lo sta facendo perché è l'unico modo per assicurarsi che rimanga.
In città, Luci mostra a Elfo un set di stelle da lancio che ha comprato per Kissy, ma poi li interrompe e dice a entrambi che non è mai stata in Luci - in realtà ama solo se stessa. Luci ammette sconsolato che Elfo aveva ragione, ed Elfo lo abbraccia.
Zog controlla Ursula e si rende conto che non è felice, non essendo in grado di adattarsi alla vita da umano in un castello, così decide di arrendersi e restituirle la pelle d'orso. Ursula se ne va e Zog decide che almeno lei può essere felice, quindi c'è quello.
La continua lettura dei sigilli di Bean la conduce a una piccola porta nascosta che entra in un passaggio: mentre lei è dentro, la sua torcia si spegne e lei inizia a sentire la musica dal suo carillon, facendola scappare, rompersi e buttare via il suo carillon.
La mattina seguente, il carillon è di nuovo insieme e nella sua stanza.

## I nostri corpi, i nostri elfi
- Titolo originale: Our Bodies, Our Elvesa
- Diretto da: Wes Archer
- Scritto da: Adam Briggs

### Trama
È il Wash Day in Dreamland, e tutti stanno lavando il loro unico set di vestiti, con grande dispiacere di Elfo, a cui non piace essere nudo. Tutti iniziano a far cadere l'acqua sporca in strada e tutta questa scorre nel quartiere degli Elfi. Gli elfi pensano che sia un dono e iniziano a giocare e bere con l'acqua, solo per ammalarsi abbastanza presto. Viene immediatamente stabilita una quarantena per gli elfi, che Bean, Elfo e Luci la ignorano immediatamente per vedere cosa sta succedendo. Durante una riunione del consiglio, un elfo afferma che l'unica cura potrebbe essere il Legendberry, e Pops menziona di aver visto un albero Legendberry una volta quando ha visitato gli Ogre. Un avventuriero errante, il "Bello" Wade Brody Jr., offre i suoi servigi nel recuperare le bacche per diecimila pezzi d'oro, il che dimostra a Luci quanto siano ricchi gli Elfi grazie alla loro attività di dolciumi.
Quando Pops si ammala, dice a Elfo che sua madre è morta, ed Elfo decide di unirsi alla spedizione insieme a Bean, mentre Luci sceglie di restare indietro per "aiutare" gli elfi malati.
Durante il viaggio fluviale verso la patria degli Ogre, Wade regala a Elfo e Bean storie delle sue avventure, ma quella notte, con entrambi gli umani addormentati, Elfo si intrufola nella capanna di Wade e trova un libro per bambini che ha le stesse storie che Wade ha raccontato loro: a quanto pare, Wade è un venditore di barche usate che ha pensato che sarebbe stata un'avventura facile. La barca viene attaccata da viti viventi che intrappolano Bean, ma Elfo riesce a liberarla mentre Wade scappa, ei due vanno nelle rapide.
Nel frattempo, Luci inganna gli Elfi malati affinché entrino nel suo ospedale facendogli firmare il testamento e dando loro delle pillole che gli fa lavare con altra acqua sporca.
Il giorno successivo, Bean ed Elfo riescono a raggiungere la città principale dell'Ogre. Bean cerca di usare il fuoco per spaventare gli Ogre (ignaro del fatto che Wade fosse un imbroglione e che le sue storie fossero completamente a castello), e gli Ogre la catturano facilmente - e lei vede la testa di Wade bloccata sulla cima di una lancia. Elfo si intrufola durante la notte, facendo buon uso delle sue piccole dimensioni, e finisce per trovare l'albero di Legendberry, ma viene catturato. Dopo una breve colluttazione con l'orco che ha accidentalmente pugnalato in un occhio il suo primo giorno fuori Elfwood, il re e la regina degli orchi decidono di preparare lui e Bean per il pranzo del giorno successivo.
Quando viene portato nei sotterranei, però, Elfo riesce a scappare e inganna gli Ogre facendogli uccidere a vicenda saltando tra di loro, lasciando che Bean scappi. I due vanno all'albero, dove trovano la Regina degli Ogre, ma, con loro grande sorpresa, la Regina permette loro di prendere tutti i Legendberries di cui hanno bisogno prima di condurli verso una via di fuga segreta. Mentre chiude la porta, la regina sente Bean chiamare Elfo e sembra scioccata.
Bean ed Elfo arrivano proprio mentre Pops apparentemente muore, anche dopo che si è fatto venire il succo di Legendberry in gola. Mentre Bean e Luci guariscono tutti, Elfo menziona alcune cose scortesi che non gli piacciono di suo padre prima di sottolineare che era il miglior padre che avrebbe mai potuto avere - solo per Pops per rianimare e dire che è contento di aver rubato il fondo del college di Elfo.

## The Dreamland Job
- Titolo originale: The Dreamland Job
- Diretto da: Ira Sherak
- Scritto da: Jeny Batten e M. Dickson

### Trama
Dopo essere stata derisa perché infilata in un barile e fatta rotolare per la città, Bean è arrabbiata con Zøg , specialmente quando inizia a tassare gli elfi. Un elfo chiamato Truffo le propone di rubare l'oro rubato agli elfi. Truffo ha un circo, che userà per distrarre Zøg. Nel frattempo, Luci prende il controllo del bar che frequentano di solito e lo rinomina Luci's Inferno. Bean convince Zøg a far venire il circo al castello, Elfo e gli altri scendono per rubare l'oro. Zøg meravigliato dal lavoro degli elfi capisce che si sbagliava a tassarli e decide di restituire l'oro. Quando Bean stava andando ad avvisare Truffo, lui e il circo tradiscono lei ed Elfo, rivelando di essere dei troll che rubano per loro stessi. Bean ed Elfo inseguono i troll ma è troppo tardi. Fortunatamente, Luci aveva intuito il loro piano e ha scambiato le loro monete con monete di cioccolata. Bean, Elfo e Luci restituiscono l'oro agli elfi in nome di Re Zøg.

## Il viscido abbraccio dell’amore
- Titolo originale: Love's Slimy Embrace
- Diretto da: David D. Au e Ira Sherak
- Scritto da: Eric Horsted

### Trama
Un'altra notte di noia porta Zøg a invitare il suo amico, il duca, a cena.  Per evitarli, Bean, Elfo e Luci scendono al bar. Derek li segue perché è solo, ma Bean gli dice di andarsene perché non le piace averlo in giro. Bean ha sempre avuto un po' di animosità nei confronti del fratellastro a causa del fatto che era il successore di Zøg e lo considera un perdente. Derek si dirige triste e solo in spiaggia dove trova in una pozza di marea un polipo dagli occhi piccoli che chiama Slimy.  Zøg scopre che il Duca ha la gotta e questi afferma che quando un reale si ammala di gotta significa che ha successo. Zøg fa in modo che Luci gli dia da mangiare molte cose malsane per ottenere la malattia, portando a un'altra visita del Duca che rivela che gli è stato amputato il piede. Dopo quattro giorni di cure, Slimy è cresciuto di dimensioni e ha iniziato a uccidere persone dopo aver visto Derek giocare con Elfo. Trascina via Derek e Bean ed Elfo corrono per salvarlo. Riescono a proteggere Derek e fuggire dall'isola dei mostri. Successivamente, Derek è stupito che Bean lo abbia salvato, anche se ha detto che lo odiava.

## Con parole sue
- Titolo originale: In Her Own Write
- Diretto da: Ira Sherak
- Scritto da: Bill Oakley

### Trama
Bean continua ad avere incubi su Dagmar. Impara attraverso Zøg che la ragione per cui il regno si chiama Dreamland è perché il castello contiene poteri misteriosi che influenzano i suoi sogni e incubi e che ha bisogno di superarli. Bean esce di notte e incontra The Jittery, un caffè. Miri, un'impiegata, convince Bean a scrivere letteralmente i suoi sentimenti. Con il supporto di Luci, Bean inizia a scrivere, ma prende ispirazione da Merkimer ed Elfo sul farne una commedia. Dopo averlo completato, è scioccata nell'apprendere che alle donne non è permesso esibirsi in spettacoli teatrali. Merkimer vende la sceneggiatura di Bean, ma si prende il merito come autore e per farsi perdonare paga Bean, ma lei è troppo arrabbiata per ciò che ha fatto. Odval e il Druidess informano Zøg dello spettacolo e decide di vederlo. Bean si ferma vicino al Jittery e decide di dare un resoconto di parole sulla sua vita. A Zøg non piace lo spettacolo e se ne va arrabbiato, ma si ferma al bar per ascoltare Bean. Entrambi discutono del tradimento di Dagmar su di loro e tornano a casa insieme.

## La principessa elettrica
- Titolo originale: The Electric Princess
- Diretto da: Edmund Fong
- Scritto da: Jamie Angell

### Trama
Elf Alley viene attaccata da un drago che ne causa un incendio. Bean e i soldati del re, su ordine dello stesso Zøg, partono all'inseguimento del drago cercando in tutti i modi di ucciderlo. Dopo un breve inseguimento, Bean riesce a scagliare una freccia e ad abbattere il drago. Paradossalmente si scopre che la creatura minacciosa non era un drago bensì un marchingegno volante, guidato da un misterioso uomo di nome Skybet. Con l'accusa di essere un "uomo drago", Skybet viene arrestato e rinchiuso nelle segrete del castello. Bean, incuriosita dalla scienza e dalla tecnologia di cui dispone Skybet, decide di aiutarlo ad evadere e fugge poi con lui all'interno di un idropesce meccanico. Arrivati in una città futuristica di nome Steamland, Beam scopre che in realtà Skybet era stato commissionato per uccidere Zøg. Bean scappa così a bordo di un mini dirigibile diretta a Dreamland, intenzionata ad avvisare Zøg del pericolo che incombe su di lui. Dopo una breve colluttazione con Skybet, durante la quale lo stesso precipita giù dalla macchina volante, Bean riesce ad arrivare al castello dove sfortunatamente Zøg viene colpito da una pallottola sparata accidentalmente dalla pistola che era stata confiscata a Skybet.

## Stregoneria
- Titolo originale: Tiabeanie Falls
- Diretto da: Peter Avanzino
- Scritto da: Patric M. Verrone e Josh Weinstein

### Trama
Re Zøg è ferito dal colpo di pistola e il primo ministro Odval assume la carica di reggente. Come primo atto fa arrestare Bean. Re Zøg è costretto a letto sotto le cure di Sorcerio. Odval e l'arcidruidessa sono i capi di una società che intende prendere il potere a Dreamland: tra i piani dell'organizzazione c'è quello di far fuori Zøg e incoronare Derek come Re. Il principino può essere usato da Odval poiché è il tutore legale del ragazzo. Derek viene incoronato Re di Dreamland e Bean viene processata con l'accusa di stregoneria. Durante il processo Elfo racconta di come è stato riportato in vita, alimentando i sospetti che Bean sia una strega. Derek sospende il processo e Bean, Elfo e Luci vengono ricondotti in cella. In prigione i tre detenuti vengono liberati dal boia Stan che apre un passaggio per le catacombe. Bean non vuole andarsene senza prima aver salvato la vita a suo padre, quindi i tre si dirigono alla stanza di Zøg; la principessa prende un coltello, estrae il proiettile e disinfetta la ferita di suo padre. Nello stesso istante Derek si presenta nella stanza e credendo che la sorella stia cercando di uccidere il padre dichiara colpevole Bean. La principessa viene quindi condannata al rogo e con lei anche Elfo e Luci in quanto presunti complici. Al momento di accendere la pira, a Derek manca il coraggio di farlo: è quindi Odval a gettare la torcia tra le fascine appiccando l'incendio. Mentre il fuoco divampa, Zøg si affaccia alla finestra ad osservare il rogo dando segni di ripresa mentre Bean ed Elfo si preparano a morire convinti che Luci, in quanto demone, sia immortale. Tuttavia Luci confessa a Bean e ad Elfo il suo segreto: quando ha lasciato l'inferno è stato privato dell'immortalità, e che per lealtà verso di loro ha rinunciato alla sua natura di demone. I tre si preparano a morire insieme e mentre le fiamme stanno per divorarli, una voragine si apre sotto la pira. Bean, Elfo e Luci precipitano in una caverna abitata da delle creaturine chiamate Trøg. Le creaturine introducono colei che sembrerebbe essere il loro capo: la Regina Dagmar, la madre di Bean.